# Tåghusa

Tåghusa (Tokohusa, Twghusæ, Taaghuse, Tuhuse) är en by i S:t Olofs socken i Simrishamns kommun, på Österlen.
Byn består endast av ett fåtal gårdar belägna längs vägen mellan Vitaby och Onslunda. I närheten ligger fågellokalen Gedingsmosse och byn Attusa.